# Keiji Nishitani

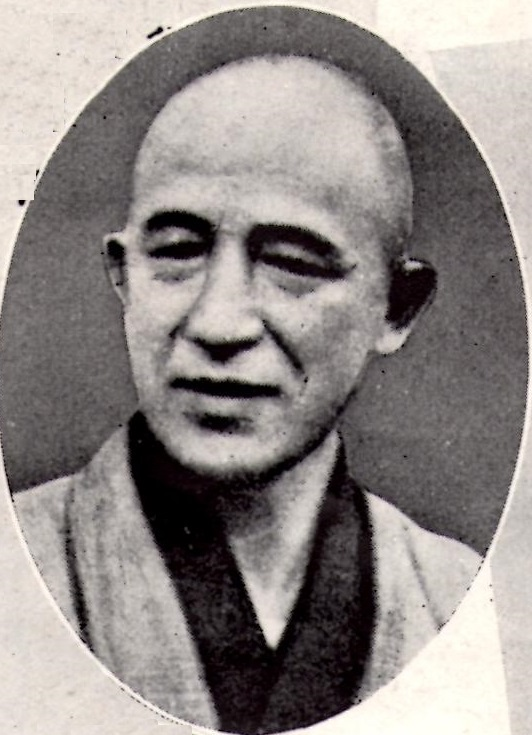
Keiji Nishitani

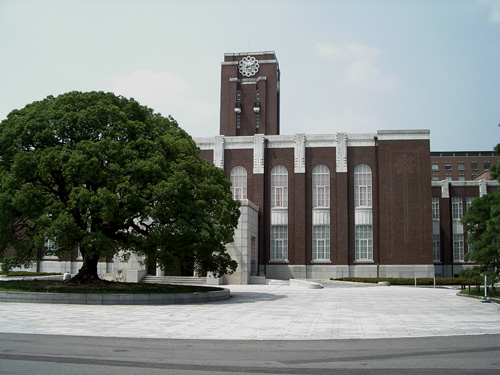
Kyoto-universiteit

Keiji Nishitani (西谷 啓治, Nishitani Keiji ; Noto, 27 februari 1900 – Noto, 24 november 1990) was een Japanse filosoof van de Kyotoschool en een leerling van Nishida Kitaro.

## Biografie
In 1924 verscheen zijn dissertatie Das Ideale und das Reale bei Schelling und Bergson. In de periode 1937-1939 studeerde hij bij Martin Heidegger in Freiburg.
In 1943 werd hij aangesteld als professor Religie aan de Kyoto Universiteit. na zijn emeritaat in 1964 onderwees hij filosofie en religie aan Otani University.
Nadat hij door de "United States Occupation authorities" een verbod had gekregen om nog een publieke positie te bekleden, zou hij zich...
...weerhouden hebben om "praktisch sociaal bewustzijn om te zetten in filosofische en religieuze ideeën. Hij gaf er de voorkeur aan om na te denken over het inzicht van het individu in plaats van over het hervormen van de sociale orde.

## Nishitani's filosofie
Omdat Nishitani zich in zijn filosofie eerder religieus en subjectief uitdrukte, voelde hij zich ideologisch meer verwant met existentialisten en mystici zoals Søren Kierkegaard en Meister Eckhart dan met geleerden en theologen die hun ideeën op een objectievere wijze wilden uitdrukken. Nishitani, die stilistisch de meerdere was van Nishida, bracht Zen-poëzie, religie, literatuur en filosofie organisch samen in zijn werk. Zo gaf hij de aanzet tot het zich ontworstelen aan de Japanse taal, op een manier die doet denken aan Blaise Pascal of Friedrich Nietzsche. Terwijl Nishida zich had toegelegd op het bouwen van een filosofisch systeem en op het einde van zijn carrière vooral met politieke filosofie bezig was, concentreerde Nishitani zich op het zoeken van een standpunt "van waaruit hij een ruimer gamma van topics kon belichten", en schreef op het einde van zijn carrière meer over Boeddhistische thema's.

## Kritieken
De zogeheten Kyoto-school, waar Nishitani deel van uitmaakte, is na de Tweede Wereldoorlog beschuldigd van fascistische sympathieën. Deze mogelijke sympathieën staan echter in de context van de Meiji-restauratie, verzet tegen het westerse imperialisme, en het streven naar vernieuwing van het Japanse boeddhisme. Deze vernieuwing probeerde het Japanse boeddhisme aan te laten sluiten bij moderne westerse inzichten, en hiermee tegelijkertijd de eigenheid van het Japanse boeddhisme en de Japanse cultuur te bewaren.

## Verder lezen
- James Heisig, Philosophers of Nothingness. ISBN 0-8248-2481-4
- Frederick Franck (ed.), The Buddha Eye: An Anthology of the Kyoto School. ISBN 0-941532-59-3
- Taitetsu Unno, ed. (1990), The Religious Philosophy of Nishitani Keiji. Encounter with emptiness. Fremont, CA: Asian Humanities Press
- Victoria, Brian Daizen (2006), Zen at war. Lanham e.a.: Rowman & Littlefield Publishers, Inc. (Second Edition)
- McMahan, David L. (2008), The Making of Buddhist Modernism. Oxford University Press. ISBN 9780195183276